# Gjergj Vladanji
Gjergj Vladanji (łac. Georgius Vladagnus, wł. Giorgio Vladagni, serb.-chorw. Đorđe Vladanji; ur. 1615, zm. w grudniu 1689) – albański duchowny katolicki. 6 marca 1656 roku objął funkcję biskupa diecezji Lezha i pełnił ją do swojej śmierci.